# Vauchelles
Vauchelles é uma comuna francesa na região administrativa de Altos da França, no departamento de Oise. Estende-se por uma área de 2,34 km². Em 2010 a comuna tinha 263 habitantes (densidade: 112,4 hab./km²).